# Vol.Beat
Vol.Beat er det tredje studiealbum fra det danske dødsmetal-band Dominus. Det blev udgivet i 1997. Efter Dominus gik i opløsning brugte Michael Poulsen navnet til det nye band Volbeat, der blev dannet i 2001.

## Numre
1. "No Matter What..." - 04:13
2. "Swine for a While, Pigs for a Week" - 04:36
3. "The Path" - 04:35
4. "Give Me the Reason" - 03:49
5. "Beat, Booze, the Hooker's Lose" - 02:50
6. "Billy Gun" - 03:39
7. "Me & I" - 03:22
8. "Action Please" - 03:27
9. "How Sweet They Kill" - 03:21
10. "From the Cradle Goes the Bell" - 04:02
11. "The Call" - 04:30